# Pelasgus epiroticus
Espèce
Statut de conservation UICN

 CR  : 
En danger critique
Pelasgus epiroticus est une espèce de poissons d'eau douce de la famille des Cyprinidae.

## Répartition
Cette espèce est endémique du lac Pamvótis en Grèce.

## Description
Pelasgus epiroticus peut mesurer jusqu'à 100 mm, queue non comprise. La reproduction de ce poisson a lieu en mai et juin.

## Systématique
Le nom valide complet (avec auteur) de ce taxon est Pelasgus epiroticus (Steindachner, 1895).
L'espèce a été initialement classée dans le genre Paraphoxinus sous le protonyme Paraphoxinus epiroticus Steindachner, 1895,.
Pelasgus epiroticus a pour synonymes :
- Paraphoxinus epiroticus Steindachner, 1895
- Phoxinellus epiroticus (Steindachner, 1895)
- Pseudophoxinus epiroticus (Steindachner, 1895)

### Étymologie
Son épithète spécifique, epiroticus, fait référence à l'Épire, la région historique des Balkans partagée entre la Grèce et l'Albanie où se trouve le lac Pamvótis, localité type de cette espèce.

### Publication originale
- (de) F. Steindachner, « Vorläufige Mittheilung über einige neue Fischarten aus der ichthyologischen Sammlung des k. k. naturhistorischen Hofmuseums in Wien », Anzeiger der Kaiserlichen Akademie der Wissenschaften, Mathematisch-Naturwissenschaftliche Classe, Vienne, vol. 32, no 18,‎ 1895, p. 180-183 (lire en ligne, consulté le 7 novembre 2024).